# ألكسندر دوماس
ألكسندر دوما (
نطق فرنسي: [alɛksɑ̃dʁ dymɑ]
) (24 يوليو 1802 - 5 ديسمبر 1870)، (يُعرف أيضا باسم ألكسندر دوما (الأب). اسمه عند الولادة دوما ديفي دي لا باليتيري). هو كاتب فرنسي وُلد في مدينة فيلير كوتيري في إقليم آن، وتوفي في مدينة دييب في إقليم السين البحرية.
تُرجمت أعماله إلى العديد من اللغات، ويُعد أحد أكثر المؤلفين الفرنسيين شهرة على الإطلاق.
نُشرت العديد من رواياته التي تتميز بحس المغامرة على شكل سلسلات أدبية في البداية، بما في ذلك الكونت دي مونت كريستو والفرسان الثلاثة وبعد عشرين عاما وفيكونت براجيلون: بعد عشر سنوات. تم تمثيل رواياته منذ أوائل القرن العشرين في ما يقارب 200 فيلما.
بدأ دوما حياته المهنية بإنتاج الكثير من الأعمال التي تندرج ضمن عدة تصنيفات أدبية من خلال كتابة المسرحيات التي حققت نجاحات هائلة منذ البداية، كما كتب العديد من المقالات التي تم نشرها في المجلات وكتب السفر. بلغ إجمالي عدد صفحات أعماله المنشورة حوالي 100.000 صفحة. خلال أربعينيات القرن التاسع عشر أسس دوما المسرح التاريخي (Théâtre Historique) في باريس.
وُلد الجنرال توماس ألكسندر ديفي دي لا باليتيري (والد دوما) في المستعمرة الفرنسية سان دومينيك (حاليا: هايتي) لأب فرنسي نبيل وأم من الرقيق ذات أصول أفريقية تُدعى ماري سيسيت. في سن 14 عاما انتقل توماس ألكسندر مع والده إلى فرنسا حيث تلقى تعليمه في أكاديمية عسكرية والتحق بالجيش ليحظى بعد ذلك بمهنة ناجحة.
ساهم انتماء الأب للطبقة الأرستقراطية في حصول ألكسندر الشاب على فرصة العمل مع لويس فيليب الأول، دوق أورليان. في وقت لاحق بدأ العمل ككاتب وحقق نجاحا مبكرا. بعد ذلك بعقود، وعند انتخاب لويس نابليون بونابارت سنة 1851، فقد دوما الدعم الذي كان يتمتع به وغادر فرنسا متجها إلى بلجيكا حيث أقام هناك لعدة سنوات. لدى مغادرته بلجيكا، انتقل دوما إلى روسيا لبضع سنوات قبل ذهابه إلى إيطاليا. في العام 1861 قام دوما بتأسيس ونشر صحيفة المستقلة (L'Indipendente) التي أيدت جهود توحيد إيطاليا، ومن ثم عاد إلى باريس عام 1864.
على الرغم من كونه متزوجا آنذاك، ارتبط دوما بالعديد من النساء في علاقات غير شرعية مُتبعا بذلك تقاليد الفرنسيين من ذوي الطبقة الاجتماعية العليا (يُزعم ارتباطه في ما يصل إلى 40 علاقة غير شرعية). من المعروف عنه خلال حياته إنجابه لأربعة أبناء غير شرعيين على الأقل؛ في حين اكتشف باحثو القرن العشرين أُبوة دوما لثلاثة أبناء غير شرعيين آخرين. اعترف دوما بابنه ألكسندر دوما (الابن) وقدم له الدعم ليصبح الأخير كاتبا مسرحيا وروائيا ناجحا، وكانا يعرفان باسم ألكسندر دوما (الأب) وألكسندر دوما (الابن). في العام 1866 ارتبط دوما بعلاقة غرامية مع الممثلة الأمريكية أدا إيزاكس منكين التي كانت حينها في ذروة حياتها المهنية وكانت تبلغ من العمر نصف عمر دوما تقريبا.
تعرّف الكاتب المسرحي الإنجليزي واتس فيليبس على دوما في أواخر حياته واصفا إياه كالتالي:
«هو أكثر الناس كرما وطيبة في العالم، كما كان أكثر الناس حُبّا للبهجة والتسلية وأكثر مخلوق مزهو بنفسه على وجه الأرض. مثل لسانه كمثل طاحونة هوائية – لا تعرف متى ستتوقف عن الحركة ما أن يتم إطلاقها، خاصة إذا كان الموضوع عن شخصه.»

## النشأة

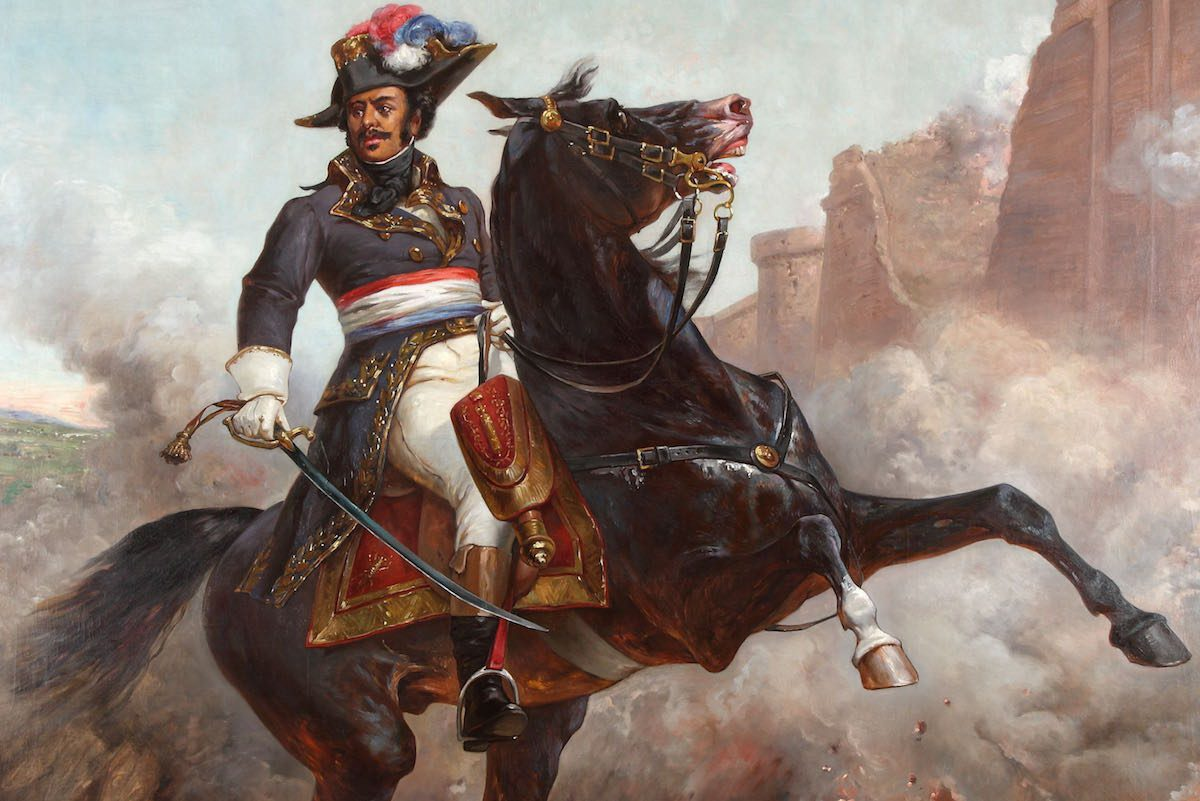
الجنرال توماس ألكسندر دوما، والد ألكسندر دوما

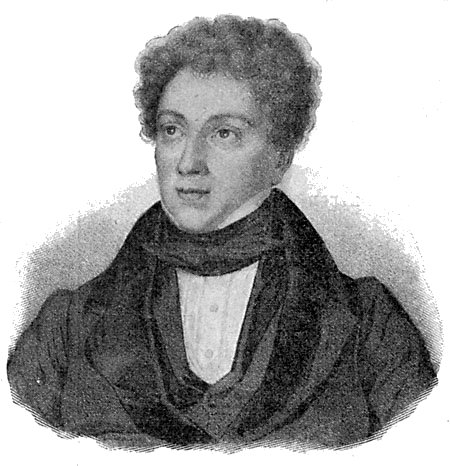
ألكسندر دوما: نقش الفنان أنطوان مورين

وُلد دوما ديفي دي لا باليتيري (المعروف لاحقا باسم ألكسندر دوما) في العام 1802 في فيلير كوتيري من إقليم أن في بيكاردي، فرنسا. تزوج والده توماس ألكسندر دوما ابنة صاحب نُزُل تُدعى ماري لويز إليزابيث لابوريت، وأنجبا شقيقتين أكبر سنا من ألكسندر وهما ماري ألكسندرين (مواليد 1794) ولويز ألكسندرين (1796-1797).
يقع مسقط رأس توماس ألكسندر دوما في المستعمرة الفرنسية سان دومينيك (حاليا: هايتي)، وهو ابن مُختلِط الأعراق لألكسندر أنطوان ديفي دي لا باليتيري وهو ماركيز من النبلاء الفرنسيين ومُفوض عام في مدفعية المستعمرة، ووالدته ماري سيسيت دوما كانت من الرقيق وتنحدر جذورها من أفارقة منطقة البحر الكاريبي. عند ولادة توماس ألكسندر دوما، كان والده يعاني من ضيق مادي. من غير المعروف ما إذا كان مسقط رأس والدته في مستعمرة سان دومينيك أو أفريقيا، كما لا يُعرف من أي الشعوب الأفريقية أتى أجدادها.
غادر توماس ألكسندر دوما في صِباه إلى فرنسا مع والده وتلقى هناك تعليمه في المدرسة العسكرية وانضم إلى الجيش عندما كان شابا. اتخذ توماس ألكسندر لقب والدته (دوما) بعدما انقطعت علاقته بوالده. تمت ترقيته إلى رتبة جنرال في سن 31 عامًا، وهو أول شخص تنحدر أصوله من أفارقة الأنتيل يصل إلى تلك الرتبة في الجيش الفرنسي.
خدم بتميز في حروب الثورة الفرنسية، وكذلك كجنرال عام في جيش البرانس وكان أول رجل أسمر البشرة يعتلي ذلك المنصب. فقد توماس ألكسندر دوما الدعم الذي كان يتلقاه بحلول العام 1800 وطالب بالعودة إلى فرنسا على الرغم من كونه جنرال تحت قيادة بونابارت في إطار الحملات على إيطاليا ومصر. عند رجوعه، أُجبرت سفينته على أن ترسو في تارانتو، مملكة نابولي، حيث تم احتجازه هو وغيره كأسرى حرب. تُوفي توماس ألكسندر دوما متأثرا بمرض السرطان في سنة 1806 عندما كان ألكسندر دوما في الرابعة من عمره. لم تتمكن والدته الأرملة ماري لويز من تحمل نفقات إعالة وتعليم ابنها، إلا أن ألكسندر دوما عكف على قراءة كل ما يقع بين يديه وعلّم نفسه اللغة الإسبانية. حظت الأسرة بسمعة الوالد المتميزة ورتبته الأرستقراطية بالرغم من حالتهم المادية الصعبة مما ساهم في تقدم ألكسندر دوما في حياته. انتقل ألكسندر دوما ذو العشرين عاما إلى باريس سنة 1822 بعد استعادة الملكية. شغل هناك منصبا في القصر الملكي في مكتب لويس فيليب، دوق أورليان.

## حياته المهنية

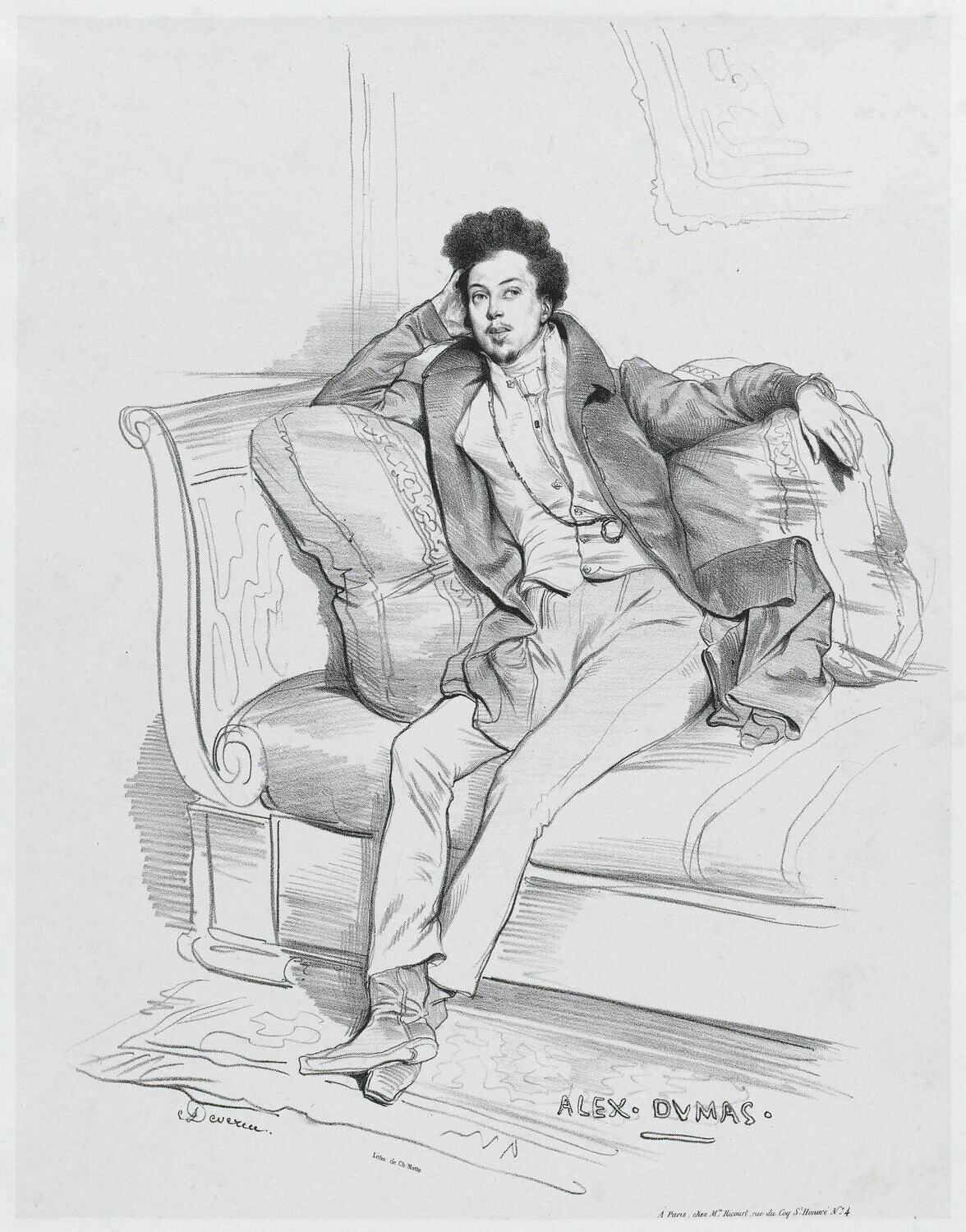
ألكسندر دوما: رسم الفنان أشيل ديفيريا، 1829

أثناء عمله لدى لويس فيليب، بدأ دوما بكتابة مسرحيات ومقالات للمجلات. عند بلوغه سن الرشد اتخذ لقب جدته (دوما) التي كانت من الرقيق سائرا على خطى والده من قبله. تم إنتاج أول مسرحياته بعنوان هنري الثالث وبلاطه (Henri III et sa cour) سنة 1829 عندما كان يبلغ من العمر 27 عاما ولاقت الكثير من الاستحسان. في العام التالي حظت مسرحيته الثانية بعنوان كريستين (Christine) على نفس القدر من الشعبية. وفرت له تلك النجاحات الدخل الكافي للكتابة بدوام كامل.
في العام 1830 شارك دوما بـثورة يوليو التي أطاحت بـشارل العاشر وتم فيها تعيين رب عمل دوما السابق دوق أورليان بدلا منه على العرش حيث حكم تحت لقب لويس فيليب الملقب بالملك المواطن. كانت الحياة مضطربة في فرنسا حتى منتصف ثلاثينيات القرن التاسع عشر، حيث انتشرت أعمال شغب متفرقة ما بين استياء الجمهوريين وسخط العمال في المناطق الحضرية الفقيرة سعيا وراء التغيير. عادت الحياة إلى طبيعتها ببطء وبدأت الأمة بالعمل في مجالات التصنيع أثناء ذلك. مع تحسن الاقتصاد ونهاية الرقابة على الصحافة، كانت الفرصة مواتية لبزوغ مهارات ألكسندر دوما الأدبية.
تحول دوما إلى تأليف الروايات بعد كتابته العديد من المسرحيات الناجحة. وعلى الرغم من انجذابه لأسلوب حياة البذخ وإنفاقه مرارا لأكثر مما كان يكسبه، أثبت دوما براعته في التسويق. تم نشر الكثير من رواياته المسلسلة في الصحف، وفي سنة 1838 أعاد دوما كتابة إحدى مسرحياته كأول سلسلة روائية له تحت عنوان الكابتن بول (Capitaine Paul). قام دوما بتأسيس استوديو إنتاج كما قام بتوظيف مؤلفين لكتابة مئات القصص، كل ذلك تم تحت توجيهاته الشخصية من تحرير وإضافات.
في الفترة (1839-1841) وبمساعدة العديد من أصدقائه، قام دوما بتجميع مقالات مكونة من 8 مجلدات تحت عنوان أشهر الجرائم (Crimes Célèbres) حيث تتناول المقالات أشهر المجرمين والجرائم في التاريخ الأوروبي، من ضمنهم بياتريس سينسي ومارتن غور وتشيزري بورجا ولوكريسيا بورجيا، فضلا عن آخر الأحداث والمجرمين، بما في ذلك قضايا القتلة كارل لودفيغ ساند وأنطوان فرانسوا ديسرو المحكوم عليهما بالإعدام.
قام دوما مع مُعلّمه في المبارزة، أوغسطين جريسير، بكتابة رواية سيد المبارزة (The Fencing Master) في العام 1840. تمت كتابة قصة جريسير كسرد لسيرته وكيف تسنى له أن يشهد على أحداث ثورة الديسمبريين في روسيا. في نهاية المطاف تم منع الرواية في روسيا بأمر من القيصر نيكولاي الأول، كما تم منع دوما من دخول البلاد إلى حين وفاة القيصر. أشار دوما إلى جريسير في كتابيه الكونت دي مونت كريستو والإخوة الكورسيكيون (The Corsican Brothers) وفي مذكراته.
تعاون دوما مع العديد من المساعدين واعتمد عليهم وكان أشهرهم الكاتب الفرنسي أوغست ماكيه. لم يكن دوره مفهوما تماما حتى أواخر القرن العشرين. كتب دوما رواية قصيرة بعنوان جورج (Georges) سنة 1843 مستخدما أفكار وحبكة ظهرت لاحقا في الكونت دي مونت كريستو. تقدم ماكيه ضد دوما بدعوى في المحكمة في محاولة للحصول على اعترافات أدبية وأجر أعلى مقابل عمله ونجح بالفعل في الحصول على المزيد من الأجر، ولكن لم يتم نسب أي عمل لاسمه.

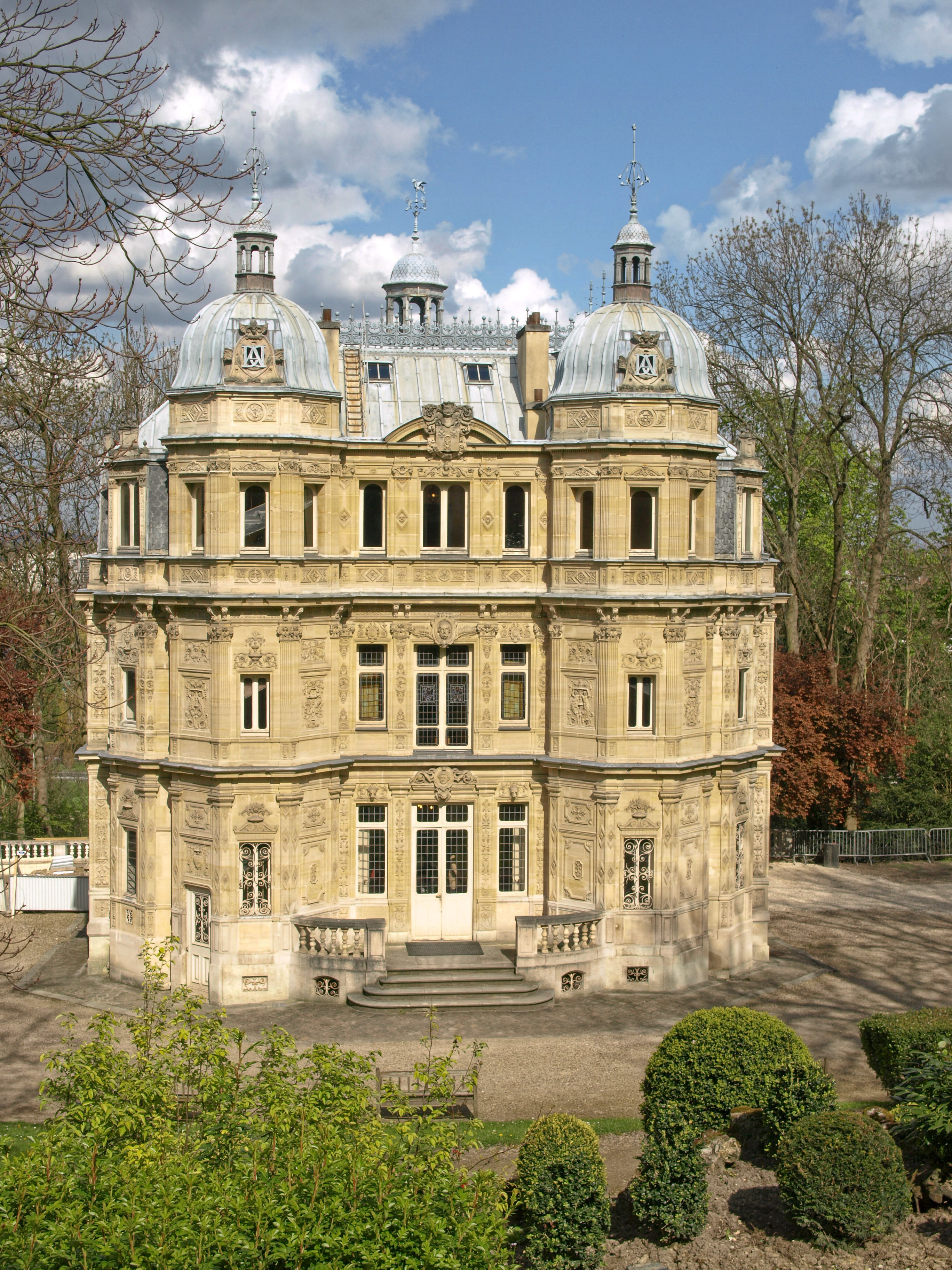
قصر دي مونت كريستو (Château de Monte-Cristo)

حققت روايات دوما شعبية هائلة فسرعان ما تُرجمت إلى الإنجليزية ولغات أخرى. كما نال من كتاباته قدرا كبيرا من المال، لكنه كان مفلسا في كثير من الأحيان حيث كان يُسرف ببذخ على النساء ونمط المعيشة المُترفة. (اكتشف الباحثون علاقته بإجمالي 40 عشيقة). في العام 1846 قام ببناء منزل ريفي كبير خارج باريس في ميناء مارلي تحت اسم قصر دي مونت كريستو (Château de Monte-Cristo)، مع مبنى إضافي بمثابة استوديو للكتابة. كثيرًا ما كان يستقبل الغرباء والمعارف للإقامة معه في زيارات تمتد لفترات طويلة مستغلين بذلك كرمه. اضطر بعد ذلك بعامين لبيع العقار بالكامل حيث واجه صعوبات مادية.
كتب دوما مجموعة متنوعة من الأعمال ونشر ما مجموعه 100,000 صفحة خلال حياته. كما أنه قام بتوظيف خبرته في تأليف كتب عن السفر بعد قيامه بالعديد من الرحلات، بما في ذلك رحلات لدوافع أخرى غير المتعة. عقب الإطاحة بالملك لويس فيليب في الثورة، تم انتخاب لويس نابليون بونابارت رئيسا للبلاد. لم ينل دوما على رضا بونابارت، لذلك فرّ المؤلف سنة 1851 إلى بروكسل في بلجيكا، محاولا بذلك أيضا الهرب من دائنيه في آن واحد. في عام 1859 انتقل دوما إلى روسيا حيث كانت الفرنسية اللغة الثانية للنخبة وكان لكتاباته هناك شعبية هائلة. قضى دوما عامين في روسيا قبل مغادرته بحثا عن مغامرات مختلفة. قام دوما بنشر كتب رحلات عن روسيا.
تم الإعلان عن مملكة إيطاليا في مارس 1861 مع تنصيب فيتوريو إمانويلي الثاني ملكا لها. سافر ألكسندر دوما إلى هناك وشارك على مدى الثلاث سنوات التالية في حركة توحيد إيطاليا، كما أسس وقاد صحيفة المستقلة (L'Indipedente). أثناء وجوده هناك، كوّن دوما صداقة مع جوزيبي غاريبالدي والذي كان معجبا به منذ فترة طويلة وشارك معه في الالتزام بالمبادئ الجمهورية الليبرالية بالإضافة إلى عضوية في الماسونية. نشر دوما كتب رحلات عن إيطاليا بعد عودته إلى باريس عام 1864.
على الرغم من خلفية دوما الأرستقراطية ونجاحاته الشخصية، كان عليه التعامل مع التمييز العنصري حول أصله كونه مُختلِط الأعراق. في عام 1843 كتب رواية قصيرة تحت عنوان جورج (Georges) تناول فيها بعض قضايا العرق وآثار الاستعمار. قام رجل بإهانة دوما بسبب أصوله الأفريقية، فردّ عليه دوما قائلا جملته الشهيرة:
«كان والدي مولاتو (مُختلِط الأعراق / أسمر البشرة)، وجدتي كانت زنجية، وأجداد أجدادي كانوا قِردة. كما تَرى يا سيدي، عائلتي بدأت حيث انتهت عائلتك.»

## حياته الشخصية
في 1 فبراير 1840، تزوج دوما من الممثلة ايدا فيرير (1811-1859) (اسمها عند الولادة: مارغريت جوزفين فيراند). ارتبط اسم دوما بعلاقات متعددة مع نساء أخريات، وكان معروفا عنه إنجابه لأربعة أبناء على الأقل:
- ألكسندر دوما (الابن) (1824-1895)، والدته خيّاطة تُدعى ماري لور كاثرين لاباي (1794-1868). أصبح كاتبا مسرحيا وروائيا ناجحًا.
- ماري ألكسندرين دوما (5 مارس 1831-1878)، والدتها بيل كريلسمر (1803-1875).
- ميكايلا كليلي جوزيفا إليزابيث كورديه، (مواليد 1860)، والدتها إيميلي كورديه.
- هنري باور، لقب والدته باور.

أثناء العام 1866 ارتبط اسم دوما بالممثلة الأمريكية المعروفة أدا إيزاكس منكين التي أدت دورها المثير في مسرحية مازيبا (Mazeppa) في لندن. كما أدت دورا في مسرحية قراصنة دي لا سافان (Pirates de la Savanne) في باريس حيث تم بيع كل التذاكر وكانت حينها في ذروة نجاحها.
كانت تلك النسوة من ضمن ما مجموعه 40 عشيقة لدوما تم الكشف عنهن من قِبل الباحث كلود شوب، بالإضافة إلى ثلاثة أبناء غير شرعيين آخرين.
إلى جانب كل من فكتور هوغو وشارل بودلير وجيرار دي نرفال وأوجين ديلاكروا وأونوريه دي بلزاك، كان دوما عضوا في نادي (Club des Hashischins) حيث كان يجتمع الأعضاء شهريا لتعاطي الحشيش في فندق في باريس. قام دوما في كتابه الكونت دي مونت كريستو بالإشارة إلى الحشيش عدة مرات.

## وفاته وإرثه

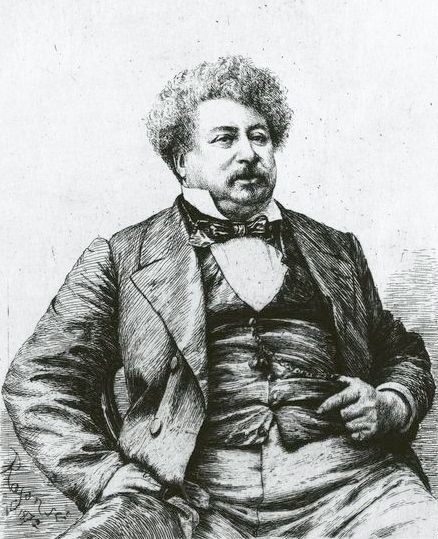
ألكسندر دوما في وقت لاحق من حياته المهنية

تُوفي ألكسندر دوما في ديسمبر 1870 ودُفن بمسقط رأسه في فيلير كوتيري في مقاطعة أن. غطت الحرب الفرنسية البروسية وما تلاها من أحداث على خبر وفاته. أدى التغير في التوجهات الأدبية إلى انخفاض شعبيته. في أواخر القرن العشرين، أجرى باحثون مثل ريجينالد هامل وكلود شوب دراسات أسفرت عن إعادة تقييم أعماله الأدبية وتقديرها من جديد، فضلا عن العثور على أعماله المفقودة.

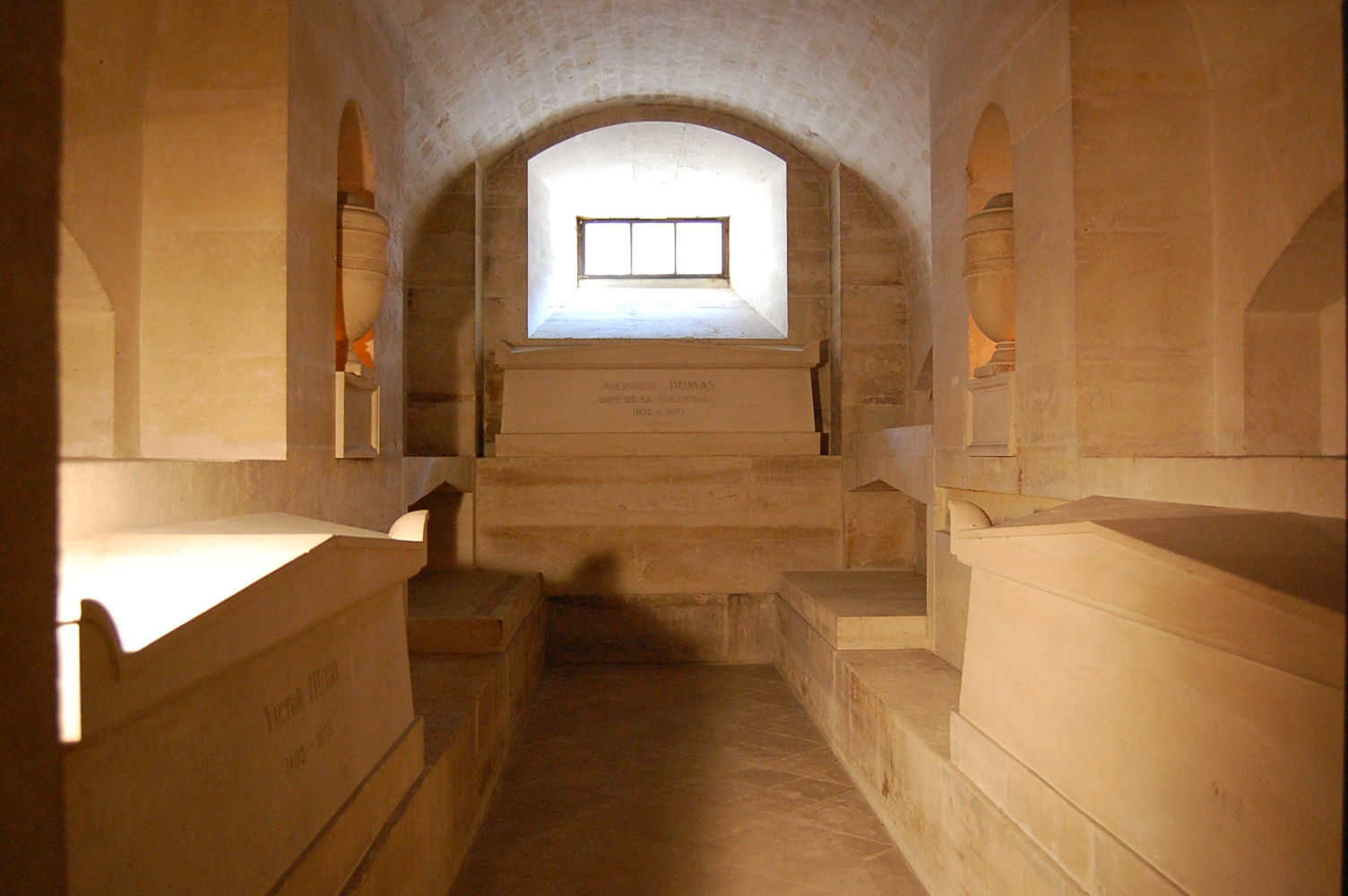
ضريح ألكسندر دوما في مقبرة العظماء "البانثيون" في باريس

في عام 1970، تم إطلاق محطة ألكسندر دوما (مترو باريس) تيمنا باسمه وتكريما له. كما تم ترميم منزله الريفي خارج باريس، قصر دي مونت كريستو (Château de Monte-Cristo) وتم افتتاحه كمتحف للجمهور.
استمر الباحثون في إيجاد أعمال دوما المفقودة في أرشيف السجلات، بما في ذلك مسرحية بخمسة مشاهد تحت عنوان لصوص الذهب (The Gold Thieves) والتي عثر عليها الباحث ريجينالد هامل عام 2002 في مكتبة فرنسا الوطنية. نُشر العمل في فرنسا عام 2004 من قِبل أونوريه شامبيون.
فرانك وايلد ريد (1874-1953)، وهو صيدلي نيوزيلندي لم يزر فرنسا مطلقا، قام بجمع أكبر مجموعة من الكتب والمخطوطات المتعلقة بدوما خارج فرنسا. تحتوي المجموعة على حوالي 3350 مجلدا، بما في ذلك نحو 2000 ورقة بخط يد دوما وعشرات الطبعات الأولى الفرنسية والبلجيكية والإنجليزية. تم التبرع بالمجموعة إلى مكتبات أوكلاند بعد وفاته. كتب ريد قائمة المراجع الأكثر شمولا لأعمال دوما.

تم الاحتفال بالذكرى المئوية الثانية لميلاد دوما سنة 2002، كما أقام الرئيس الفرنسي جاك شيراك حفل تكريم للكاتب وتم نقل رفاته إلى ضريح مقبرة العظماء (البانثيون) في باريس، حيث دُفن العديد من الأعلام الفرنسيين. تم بث الإجراءات على قنوات التلفاز: لُفّ النعش الجديد بقطعة قماش من المخمل الأزرق وحُمل على عربة يحيط بها أربعة مشاة من قوات الحرس الجمهوري مرتدين أزياء الفرسان الأربعة. قال الرئيس شيراك في خطابه:
«معك كنا دارتنيان والكونت دي مونت كريستو وبالسامو، نجول في طرق فرنسا ونطوف ميادين المعارك ونزور القصور والحصون. معك استكشفنا، وفي أيدينا شعلة، دهاليز مظلمة وممرات سرية تحت الأرض. معك راودتنا الأحلام. معك ما زلنا نحلم.»
اعترف شيراك بالعنصرية التي كانت موجودة في فرنسا، وقال إن المجيء بجثمان دوما إلى البانثيون كان وسيلة لتصحيح ذلك الخطأ، حيث تم وضع جثمان دوما جنبا إلى جنب مع زملائه من المؤلفين الكبار مثل فكتور هوغو وإميل زولا. وأشار شيراك أنه على الرغم من أن فرنسا أنجبت مؤلفين كُثر، لم يكن لـدوما مثيلا من حيث شعبيته. لقد تُرجمت رواياته إلى ما يقارب 100 لغة. بالإضافة إلى ذلك، قد ألهمت شخصياته في صناعة أكثر من 200 فيلما.
في يونيو 2005 نُشرت رواية دوما الأخيرة فارس سانت هيرمين (The Knight of Sainte-Hermine) في فرنسا وتضمنت معركة طرف الغار. وصف دوما فيها شخصية وهمية تقتل اللورد هوراشيو نيلسون (في الواقع، قُتل اللورد نيلسون بطلق ناري من قِبل قناص مجهول الهوية). قام دوما بتأليف ونشر الرواية مسلسلة في عام 1869، وكان قد قارب على الانتهاء منها قبل وفاته حيث كانت الجزء الثالث من ثلاثية سانت هيرمين (Sainte-Hermine).
في سنة 1990 لاحظ الباحث في أعمال دوما، كلود شوب، رسالة في أرشيف أدت به إلى الكشف عن عمل غير مكتمل. استغرق الأمر سنوات لدراسته وتحرير الجزء المكتمل منه، واتخاذ القرار لكيفية التعامل مع الجزء الناقص. في نهاية المطاف، قام شوب بكتابة آخر فصلين ونصف الفصل استنادا إلى ملاحظات دوما، وتم استكمال القصة. نُشر الكتاب من قبل دار النشر (Éditions Phébus) وتم بيع 60,000 نسخة منه مما جعله من أكثر الكتب مبيعا. تم ترجمة الكتاب إلى اللغة الإنجليزية ونُشر سنة 2006 تحت عنوان الفارس الأخير (The Last Cavalier)، كما تُرجم الكتاب إلى لغات أخرى.
منذ ذلك الحين عثر شوب على مواد إضافية تتعلق بملحمة سانت هيرمين (Sainte-Hermine) حيث قام بتجميعها ونشر التتمة سنة 2008 تحت عنوان خلاص الإمبراطورية (Le Salut de l'Empire).

## أعماله الأدبية

### روايات

#### تاريخ مسيحي
- قانون كورنثوس (1839 ,Act of Corinth)؛ حكاية عن اليونان وروما والإمبراطور نيرو ومطلع المسيحية.
- اليهودي التائه (Isaac Laquedem, 1852-1853)؛ عمل غير مكتمل.

#### مغامرات
كتب ألكسندر دوما العديد من القصص والسجلات التاريخية التي تتميز بالحس العالي للمغامرة، وهي كالتالي:
- الكابتن بول (Capitaine Paul, 1838)؛ أول رواياته المسلسلة.
- أوثو رامي السهام (Otho the Archer, 1840)
- الكابتن بامفيل (Captain Pamphile, 1839)
- سيد المبارزة (The Fencing Master, 1840)
- قلعة إبستين؛ الأم الشبح (Castle Eppstein; The Specter Mother, 1843)
- أماوري (Amaury, 1843)
- الإخوة الكورسيكيون (The Corsican Brothers, 1844)
- الزنبقة السوداء (The Black Tulip, 1850)
- أولامب دو كليف (Olympe de Cleves, 1851-1852)
- كاثرين بلوم (Catherine Blum, 1853-1854)
- موهيكان باريس (The Mohicans of Paris, 1854)
- فيندي الأخير أو إناث ذئاب ماشكول (The Last Vendee, or The She Wolves of Machecoul, 1859)؛ رواية رومانسية (ليست عن المستذئبين).
- لا سانفيليس (La Sanfelice, 1864)؛ تقع أحداثها في نابولي سنة 1800.
- بيترو موناكو وزوجته ماريا أوليفيريو وشركاهم (Pietro Monaco sua moglie Maria Oliverio e i loro complici, 1864)

#### روايات خيالية
- كسّارة البندق (The Nutcracker, 1844)؛ تنقيح لقصة الكاتب والملحن الألماني إرنست هوفمان «كسّارة البندق والملك الفأر» والتي قام الملحن الروسي بيتر إليتش تشايكوفسكي لاحقا بتحويلها إلى مقطوعة موسيقية رائعة للباليه تحت نفس العنوان كسّارة البندق.
- السيدة الشاحبة (The Pale Lady, 1849)؛ قصة مصاصة دماء بولندية يعشقها شقيقين مختلفين جدا في طباعهم.
- زعيم الذئاب (The Wolf-Leader, 1857)؛ إحدى أول الروايات المكتوبة عن المستذئبين على الإطلاق.

بالإضافة إلى ذلك، كتب دوما العديد من الروايات المسلسلة:

#### مونت كرستو
- جورج (1843 ,Georges)؛ بطل هذه الرواية هو رجل مُختَلِط الأعراق، في إشارة نادرة إلى جذور دوما الأفريقية.
- الكونت دي مونت كريستو (Le Compte de Monte-Cristo, 1844-1846)

#### لويس الخامس عشر
- المتآمرون (1843 ,The Conspirators)؛ تم تجسيدها للأوبرا الهزلية سنة 1896 من قِبل الكاتب المسرحي الفرنسي بول فيرير.
- ابنة الوصي (The Regent's Daughter, 1845)؛ تتمة المتآمرون.

#### رومانسيات دارتنيان
تتألف رومانسيات دارتنيان (The D'Artagnan Romances) من الأجزاء التالية:
- الفرسان الثلاثة (Les Trois Mousquetaires, 1844)
- بعد عشرين عاما (Vingt Ans après, 1845)
- فيكونت براجيلون: بعد عشر سنوات (The Vicomte of Bragelonne: Ten Years Later, 1847)؛ عند نشرها باللغة الإنجليزية، عادة ما كانت تنقسم هذه الرواية إلى ثلاثة أجزاء:

1. فيكونت براجيلون (The Vicomte of Bragelonne)
2. لويز دو لا فاليير (Louise de la Valliere)
3. الرجل ذو القناع الحديدي (The Man in the Iron Mask)؛ الجزء الأخير والأكثر شهرة.

تم نشر تتمة أخرى بعنوان ابن بورثوس (The Son of Porthos, 1883) وتُعرف أيضا بعنوان موت أراميس (The Death of Aramis) تحت اسم ألكسندر دوما، ولكن المؤلف الحقيقي كان بول مهالين.

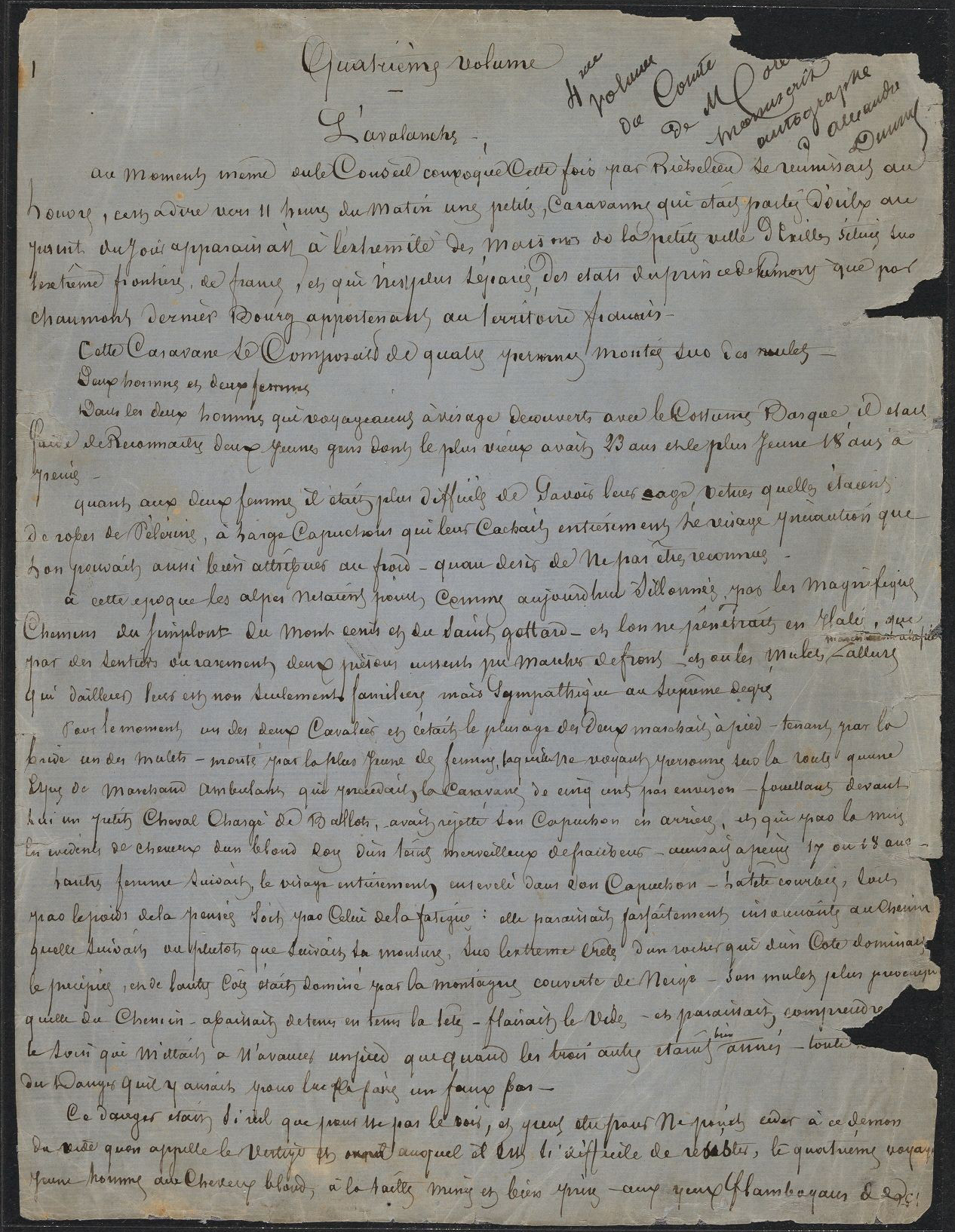
الصفحة الأولى من المخطوطة الأصلية لــ الكونت دي موريت

#### كتب ذات صلة
- لويس الرابع عشر وفترته (Louis XIV and His Century, 1844)
- حرب النساء (The Women's War, 1845)؛ تدور أحداث الرواية حول البارون دي كانول وهو جندي ساذج يقع في حب امرأتين.
- الكونت دي موريت؛ أبو الهول الأحمر؛ أو ريشوليو ومنافسيه (The Count of Moret; The Red Sphinx; or, Richelieu and his rivals, 1865-1866)

#### رومانسيات فالوا
اعتلى آل فالوا العرش الملكي في فرنسا في الفترة (1328-1589) وقام دوما بتغطية عهدهم من خلال عدة أعمال رومانسية. كان ما يُطلق عليه تقليديا «رومانسيات فالوا» (The Valois romances) عبارة عن ثلاثية تُصور حكم الملكة مارغريت وهي آخر من اندرج ضمن آل فالوا.
- لا رين مارغوت (La Reine Margot)؛ نُشرت أيضا بعنوان مارغريت دي فالوا (Marguerite de Valois, 1845)
- سيدة مونسورياو (La Dame de Monsoreau, 1846)؛ تم نشرها لاحقا كقصة قصيرة بعنوان شيكو المُهرج (Chicot the Jester).
- الحُرّاس الخمسة والأربعون (The Forty-Five Guardsmen, 1847)

بالإضافة إلى ذلك، كتب دوما 4 روايات أخرى تغطي هذه العائلة وتصور شخصيات مشابهة، بدءا من فرانسوا الأول وابنه هنري الثاني، ومارغريت وفرانسوا الثاني (ابنا هنري الثاني وكاترين دي ميديشي).
- أسكانيو (1843 ,Ascanio)؛ رواية كُتبت بالتعاون مع الروائي والكاتب المسرحي الفرنسي بول موريس (1820-1905). هي إحدى رومانسيات فرانسوا الأول (1515-1547)، ولكن الشخصية الرئيسية هي الفنان الإيطالي بنفينوتو تشيليني. الأوبرا التي تحمل نفس العنوان «أسكانيو» مستوحاة من هذه الرواية.
- لو دو ديان (1846 ,The Two Dianas)؛ رواية تدور أحداثها حول غابرييل دو لورج (إيرل مونتغمري الأول) الذي أصاب الملك هنري الثاني بجروح خطيرة، وكان عشيقا لابنته ديان دوقة كاسترو. على الرغم من نشر الرواية تحت اسم دوما، إلا أنها كُتبت بالكامل أو معظمها من قِبل بول موريس.[54]
- صفحة دوق سافوي (The Page of the Duke of Savoy, 1855)؛ هي تكملة لرواية لو دو ديان (1846)، وتغطي النضال من أجل السيادة بين غيسس وكاترين دي ميديشي من فلورنسا وهي والدة آخر ثلاثة ملوك فرنسا من آل فالوا (وزوجة هنري الثاني). إيمانويل فيليبرت دوق سافوي هو الشخصية الرئيسية في هذه الرواية.
- خريطة البروج: من رومانسيات عهد فرانسوا الثاني (The Horoscope: a romance of the reign of François II, 1858)؛ تتناول الرواية حياة فرانسوا الثاني الذي حكم لمدة سنة واحدة (1559-1560) وتُوفي في سن 16 عاما.

#### رومانسيات ماري أنطوانيت
تتألف رومانسيات ماري أنطوانيت من 8 روايات. تتكون النسخ غير المختصرة (عادة 100 فصلا أو أكثر) من 5 كتب فقط (تحمل الأرقام 1 - 3 - 4 - 7 - 8)، بالإضافة مع الإصدارات القصيرة (50 فصلا أو أقل) ليبلغ الإجمالي عدد 8 روايات كالتالي:
1. جوزيف بالسامو (Joseph Balsamo, 1846-1848)؛ تُعرف أيضا باسم مذكرات طبيب (Memoirs of a Physician) أو كاليوسترو (Cagliostro) أو مدام دو باري (Madame Dubarry) أو الكونتيسة دو باري (The Countess Dubarry) أو إكسير الحياة (Elixir of Life). تضم رواية جوزيف بالسامو حوالي 1000 صفحة، وعادة ما كان يتم نشر الترجمات الإنجليزية في مجلدين؛ المجلد الأول: جوزيف بالسامو (Joseph Balsamo)، والمجلد الثاني: مذكرات طبيب (Memoirs of a Physician). تتضمن النسخة الطويلة غير المختصرة محتويات الكتاب الثاني: أندريه دي تافيرني (Andrée de Taverney)، بينما تنقسم الإصدارات القصيرة المختصرة إلى بالسامو (Balsamo) وأندريه دي تافيرني (Andrée de Taverney) كروايات مختلفة تماما.
2. أندريه دي تافيرني أو ضحية الساحر (Andrée de Taverney, or The Mesmerist's Victim)
3. قلادة الملكة (The Queen's Necklace, 1849-1850)
4. أنج بيتو؛ تُعرف أيضا بعنوان اقتحام الباستيل أو بعد ست سنوات (Ange Pitou, a.k.a. Storming the Bastille or Six Years Later, 1853). يوجد من هذا الكتاب أيضا إصدارات طويلة غير مختصرة والتي تتضمن محتويات الكتاب الخامس، ولكن هناك العديد من الإصدارات القصيرة التي تتناول بطل الشعب (The Hero of the People) كمُجلد منفصل.
5. بطل الشعب (The Hero of the People)
6. الحرس الملكي أو رحلة الأسرة المالكة (The Royal Life Guard, or The Flight of the Royal Family)
7. الكونتيسة دي شارني (The Countess de Charny, 1853-1855)؛ كما هو الحال مع الكتب الأخرى، توجد إصدارات طويلة غير مختصرة تتضمن محتويات الكتاب السادس. ولكن العديد من الإصدارات القصيرة تترك محتويات الحرس الملكي (The Royal Life Guard) كمُجلد منفصل.
8. فارس البيت الأحمر (Chevalier de Maison-Rouge, 1846)

#### ثلاثية سانت هيرمين
تتألف ثلاثية سانت هيرمين (The Sainte-Hermine trilogy) من الأجزاء التالية:
- رفاق جيهو (The Companions of Jehu, 1857)
- البياض والزرقة (The Whites and the Blues, 1867)
- فارس سانت هيرمين (The Knight of Sainte-Hermine, 1869)؛ كانت هذه الرواية آخر أعمال دوما وكان على وشك الانتهاء منها قبل وفاته. قام الباحث في أعمال دوما - كلود شوب - باستكمالها ونُشرت سنة 2005.[55] تم نشرها باللغة الإنجليزية سنة 2008 تحت عنوان الفارس الأخير (The Last Cavalier).

#### روبن هود
- أمير اللصوص (The Prince of Thieves, 1872)؛ رواية عن روبن هود نُشرت بعد وفاة دوما، وهي مصدر الإلهام لفيلم أمير اللصوص (1948).[56]
- روبن هود الخارج عن القانون (1873 ,Robin Hood the Outlaw)؛ رواية نُشرت بعد وفاة دوما، وهي تتمة أمير اللصوص (The Prince of Thieves, 1872).

### دراما مسرحية
على الرغم من شهرته الحالية كروائي، ذاع صيت دوما أيضا ككاتب مسرحي. كانت مسرحية هنري الثالث وبلاطه (Henri III et sa cour, 1829) أول المسرحيات الرومانسية التاريخية العظيمة التي تم إنتاجها على مسرح باريس، لتسبق بذلك مسرحية فكتور هوغو إيرناني (1830 ,Hernani) الأكثر شهرة. تم إنتاج مسرحية دوما في المسرح الوطني الفرنسي من بطولة النجمة المشهورة ماديموزيل مارس، وحقق دوما نجاحا هائلا حيث كانت انطلاقة موفقة لحياته المهنية. كان للمسرحية 50 عرضا خلال العام اللاحق مسجلة بذلك حالة استثنائية في ذلك الوقت. تضمنت أعمال دوما المسرحية ما يلي:
- الصياد والعشيقة (The Hunter and the Lover, 1825)
- الزفاف والجنازة (The Wedding and the Funeral, 1826)
- هنري الثالث وبلاطه (Henri III et sa cour, 1829)
- كريستين - ستوكهولم، فونتينبلو، وروما (Christine – Stockholm, Fontainebleau, and Rome, 1830)
- نابليون بونابرت أو ثلاثون عاما من تاريخ فرنسا (Napoleon Bonaparte or Thirty Years of the History of France, 1831)
- أنتوني (Antony, 1831)؛ دراما مع بطل بايروني معاصر، وتعتبر أول دراما رومانسية غير تاريخية. لعبت دور البطولة ماري دورفال، أعظم منافِسات ماديموزيل مارس.
- شارل السابع في منازل أتباعه العظماء (Charles VII at the Homes of His Great Vassals, 1831)؛ تم تجسيد هذه الدراما من قِبل الملحن الروسي سيزار كوي في أوبرا له بعنوان المُسلمون (The Saracen).
- تيريزا (Teresa, 1831)
- برج نيسل (La Tour de Nesle, 1832)؛ ميلودراما تاريخية.
- ذكريات أنتوني (The Memories of Antony, 1835)
- سجلات فرنسا: إيزابيل بافاريا (The Chronicles of France: Isabel of Bavaria, 1835)
- كين (Kean, 1836)؛ دراما مستوحاة من حياة الممثل الإنجليزي الشهير الراحل إدموند كين. لعب دوره في الإنتاج المسرحي الممثل الفرنسي الكبير فريدريك لوميتر.
- كاليغولا (Caligula, 1837)
- الآنسة بيل إيل (Miss Belle-Isle, 1837)
- شابات سان سير (The Young Ladies of Saint-Cyr, 1843)
- ابن الليل - القرصان (The Son of the Night – The Pirate, 1856)؛ بالتعاون مع الأديب جيرار دي نرفال والكاتب المسرحي برنارد لوبيز والكاتب فكتور سيجور.
- لصوص الذهب (The Gold Thieves)؛ كُتبت بعد سنة 1857 وهي مسرحية غير منشورة خماسية المشاهد اكتشفها الباحث الكندي ريجينالد هامل سنة 2002 أثناء بحثه في المكتبة الوطنية الفرنسية. تم نشر المسرحية في فرنسا سنة 2004 من قِبل أونوريه شامبيون. ذكر هامل أن دوما استوحى هذا العمل من رواية كتبتها عشيقته سيليست دي موغادور سنة 1857.

كتب دوما الكثير من المسرحيات وجسّد العديد من رواياته في المسرح الدرامي. كما أسس في أربعينيات القرن التاسع عشر المسرح التاريخي (Théâtre Historique) الذي يقع في شارع بوليفارد دو تيمبل في باريس. تم استخدام المبنى بعد عام 1851 من قِبَل الأوبرا الوطنية (Opéra-National) والتي أنشأها الموسيقار الفرنسي أدولف آدم سنة 1847. أعيدت تسميته بالمسرح الغنائي (Théâtre Lyrique) سنة 1851.

### قصص واقعية
كتب دوما الكثير من القصص الواقعية، كما كتب مقالات صحفية تتناول مواضيع سياسية وثقافية، بالإضافة إلى كتب حول التاريخ الفرنسي.
بعد وفاة دوما تم نشر قاموس المطبخ الكبير (1873 ,Great Dictionary of Cuisine). الكتاب عبارة عن مزيج من موسوعة مطولة وكتاب طهي في آن واحد، ويعكس اهتمامات دوما وخبرته كذوّاق وطاهي. تم نشر نسخة مختصرة من الكتاب بعنوان قاموس المطبخ الصغير (1882 ,Small Dictionary of Cuisine).
اشتهر دوما أيضا بتأليف كتب الرحلات، من ضمن تلك الكتب:
- انطباعات السفر في سويسرا (1834 ,Travel Impressions: In Switzerland)
- عام في فلورنسا (1841 ,A Year in Florence)
- من باريس إلى قادس (1847 ,From Paris to Cadiz)
- طروادة الجديدة (The New Troy, 1850)، مستوحاة من الحصار الكبير لمدينة مونتفيدو.
- مجلة السيدة جيوفاني (1856 ,The Journal of Madame Giovanni)
- انطباعات السفر في مملكة نابولي (Travel Impressions in the Kingdom of Napoli)؛ تُعرف بثلاثية نابولي:

1. انطباعات السفر في صقلية؛ صقلية (1842) (Impressions of Travel in Sicily, 1835)
2. كابتن أرينا؛ إيطاليا والجزر الإيولية وكالابريا (1842) (Captain Arena, 1835)
3. انطباعات السفر في نابولي؛ روما ونابولي (1835) (1843 Impressions of Travel in Naples)

- انطباعات السفر في روسيا - القوقاز، الطبعة الأصلية: باريس (1859) (Travel Impressions in Russia):

1. مغامرات في روسيا القيصرية، أو من باريس إلى أستراخان (1859-1862) (Adventures in Czarist Russia, 1858)
2. رحلة إلى القوقاز (1858-1859) (Voyage to the Caucasus, 1859)

## مؤسسة دوما
قام المؤرخ الفرنسي ألان ديكو بإنشاء مؤسسة أصدقاء ألكسندر دوما (Société des Amis d'Alexandre Dumas) سنة 1971. تولى الباحث كلود شوب رئاسة المؤسسة اعتبارا من أغسطس 2017. كان الغرض من إنشاء هذه المؤسسة هو الحفاظ على قصر دي مونت كريستو (Château de Monte-Cristo) الموجود حاليا في موقع المؤسسة. تتمثل الأهداف الأخرى للمؤسسة في إتاحة المجال لتجمع هواة أعمال دوما والقيام بتطوير الأنشطة الثقافية لقصر دي مونت كريستو، بالإضافة إلى جمع الكتب والمخطوطات والتواقيع وغير ذلك من مواد أدبية تخص دوما.

## تكريم
بتاريخ 28 أغسطس 2020 احتفت جوجل بذكرى ألكسندر دوما من خلال رسمة جوجل دودل تم فيها تلخيص أحداث كتاب الكونت دي مونت كريستو.

## معرض الصور

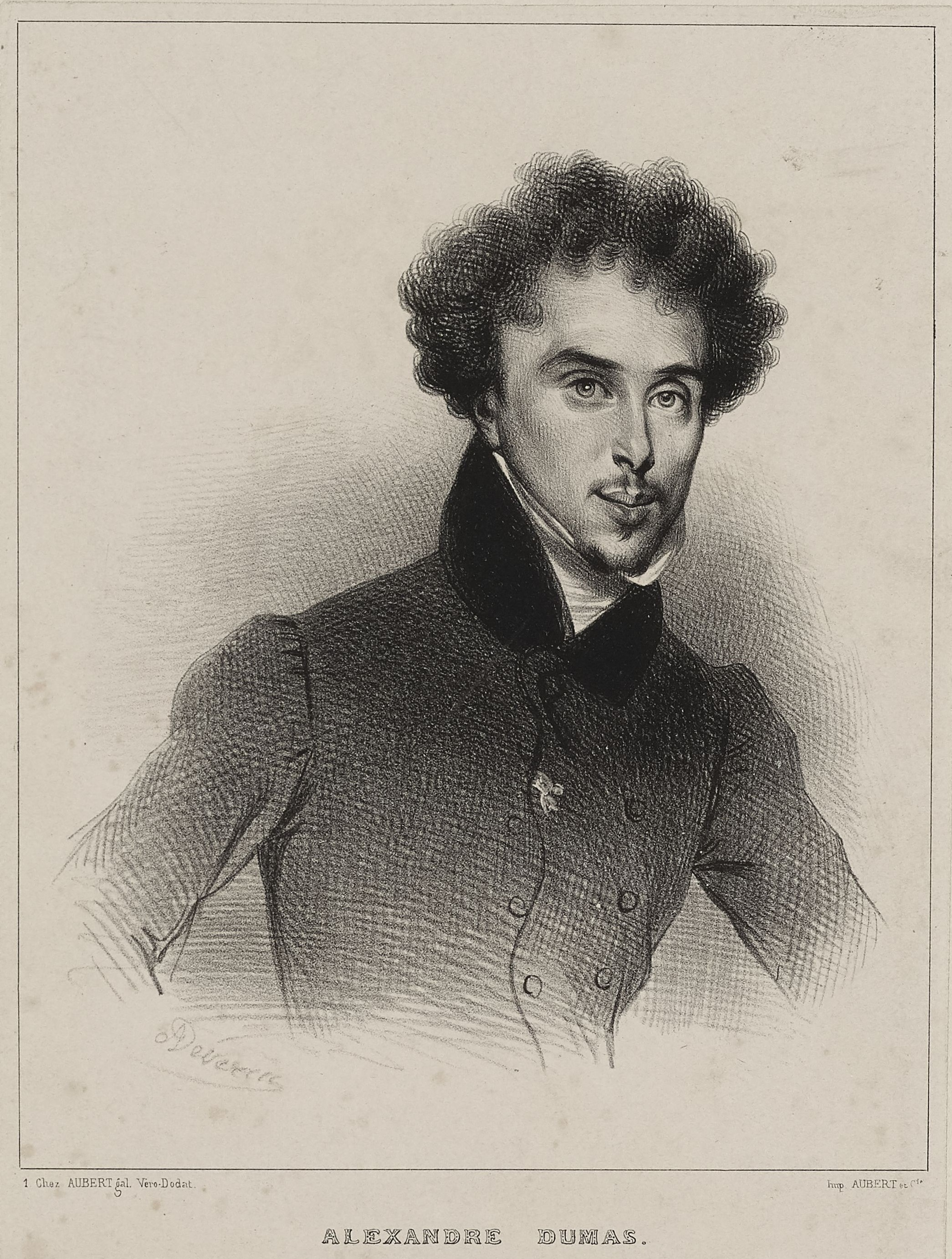
ألكسندر دوما حوالي سنة 1832
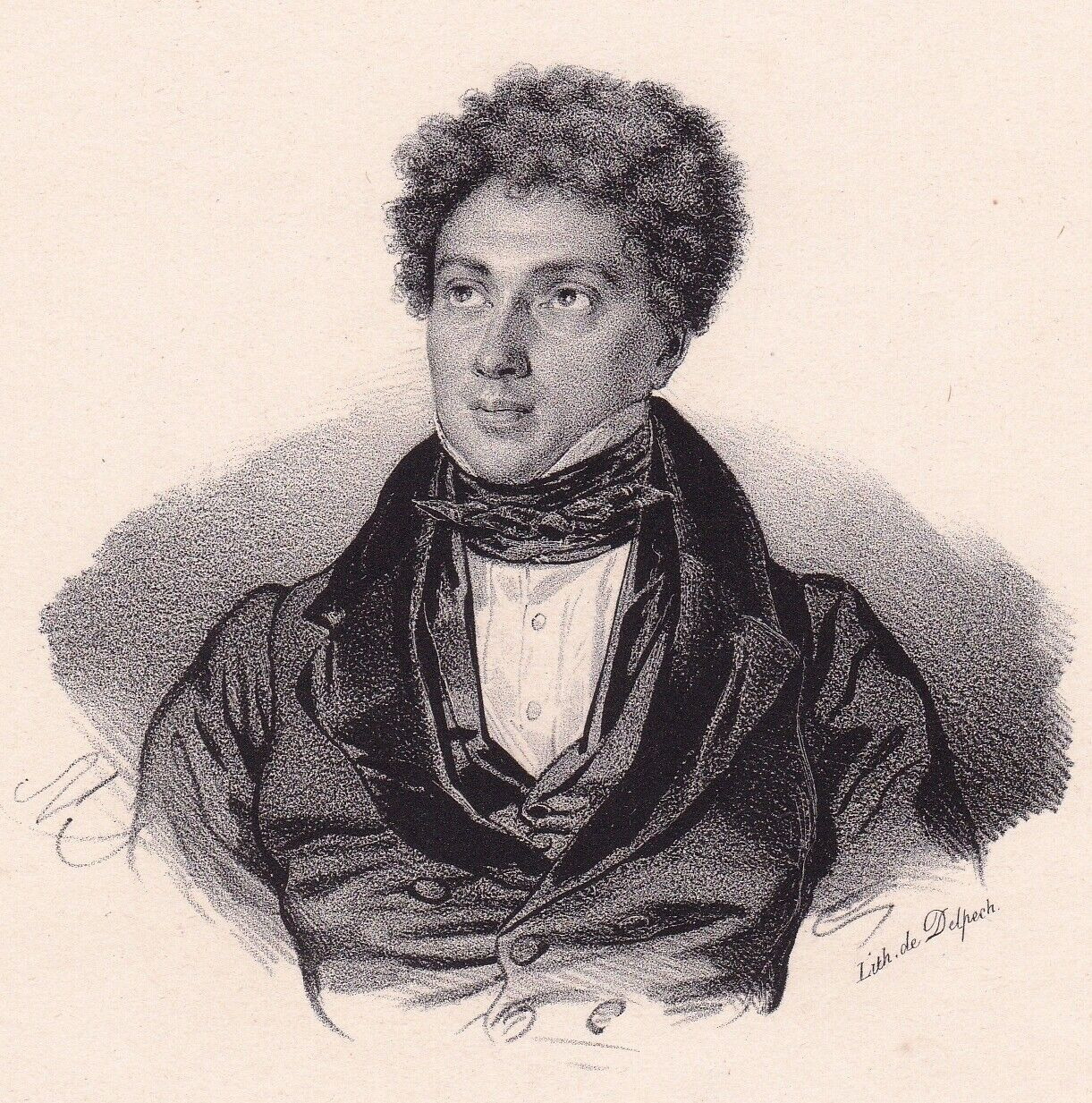
ألكسندر دوما
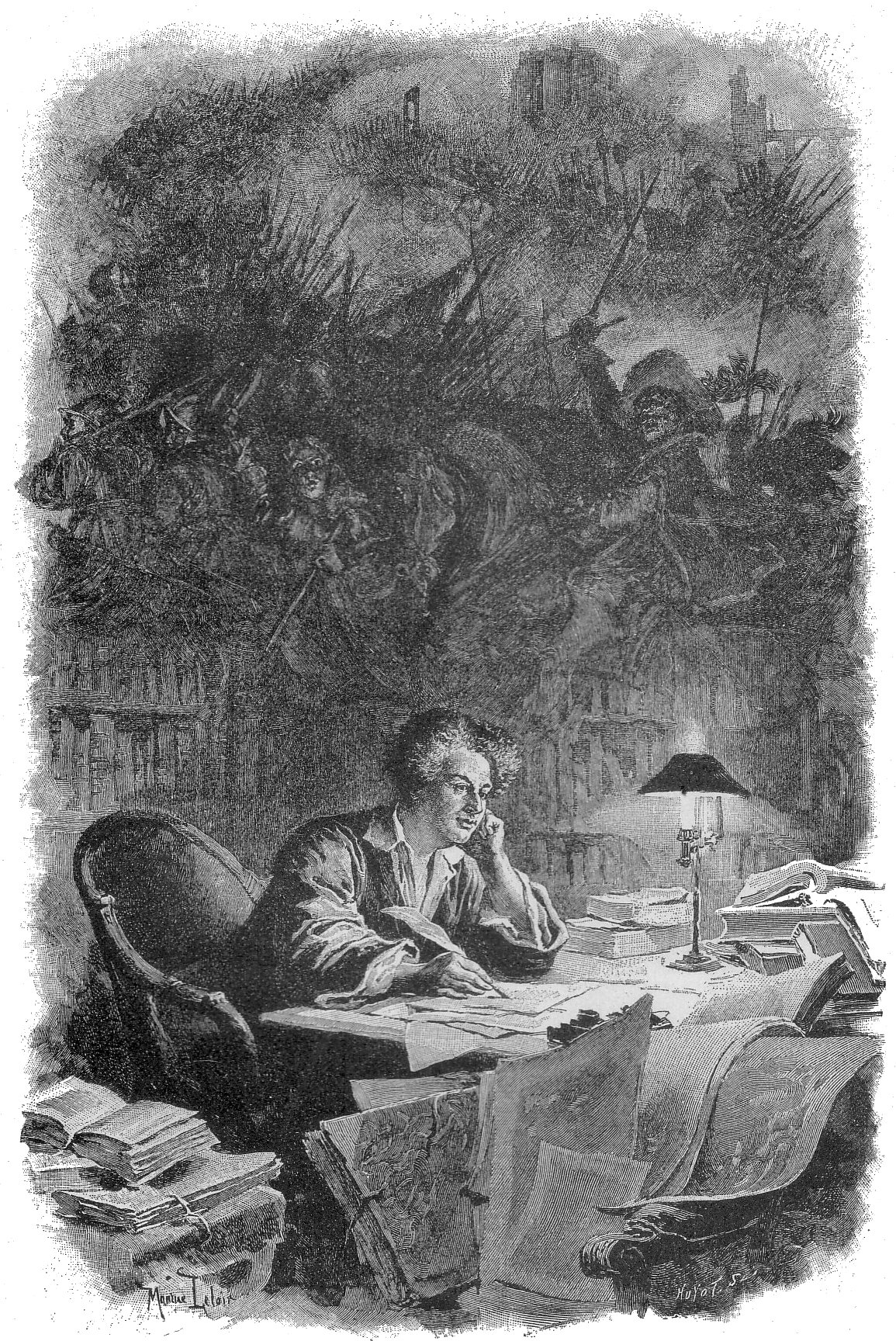
ألكسندر دوما في مكتبته برسم الفنان موريس ليلوير
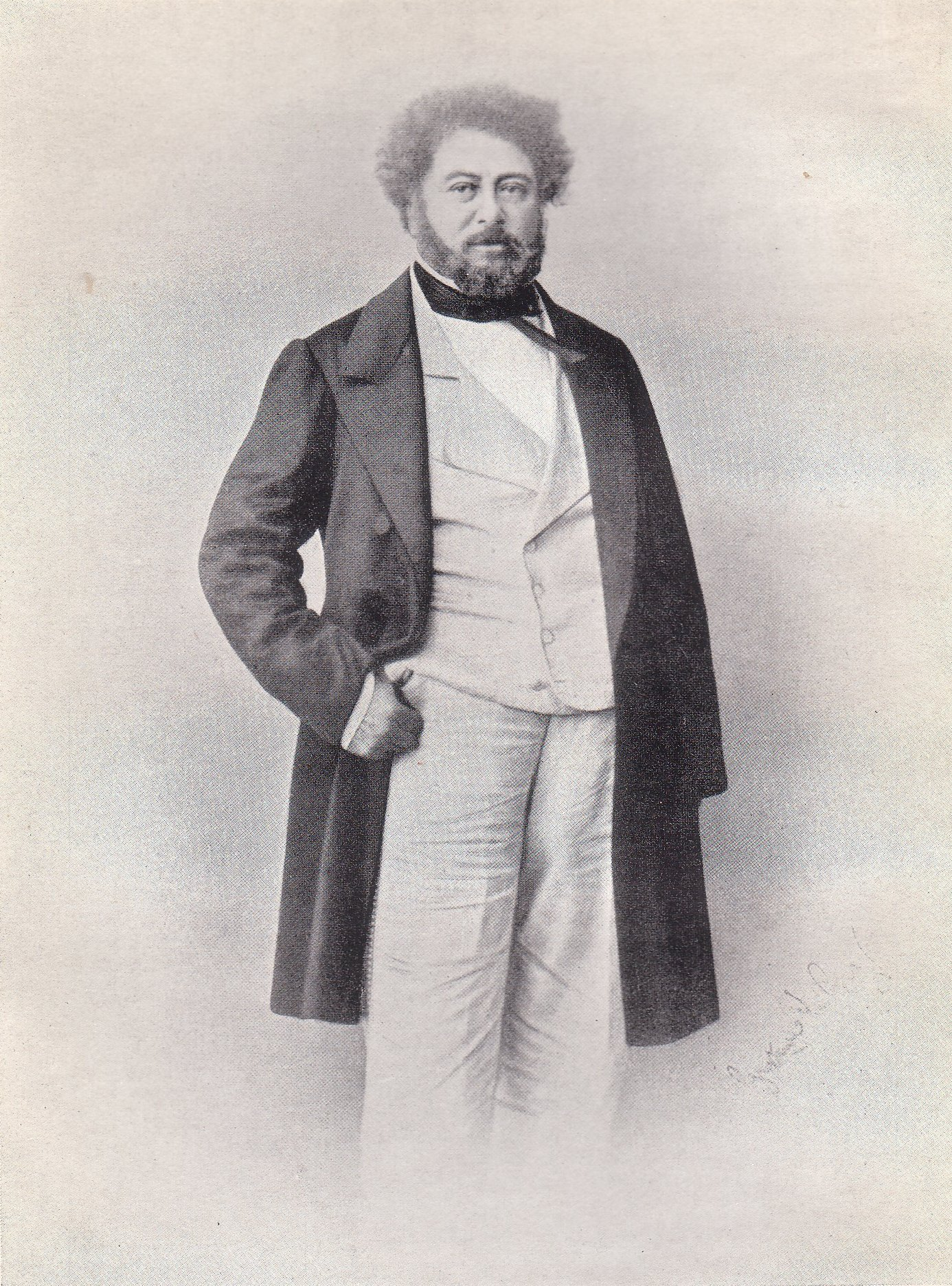
ألكسندر دوما سنة 1860
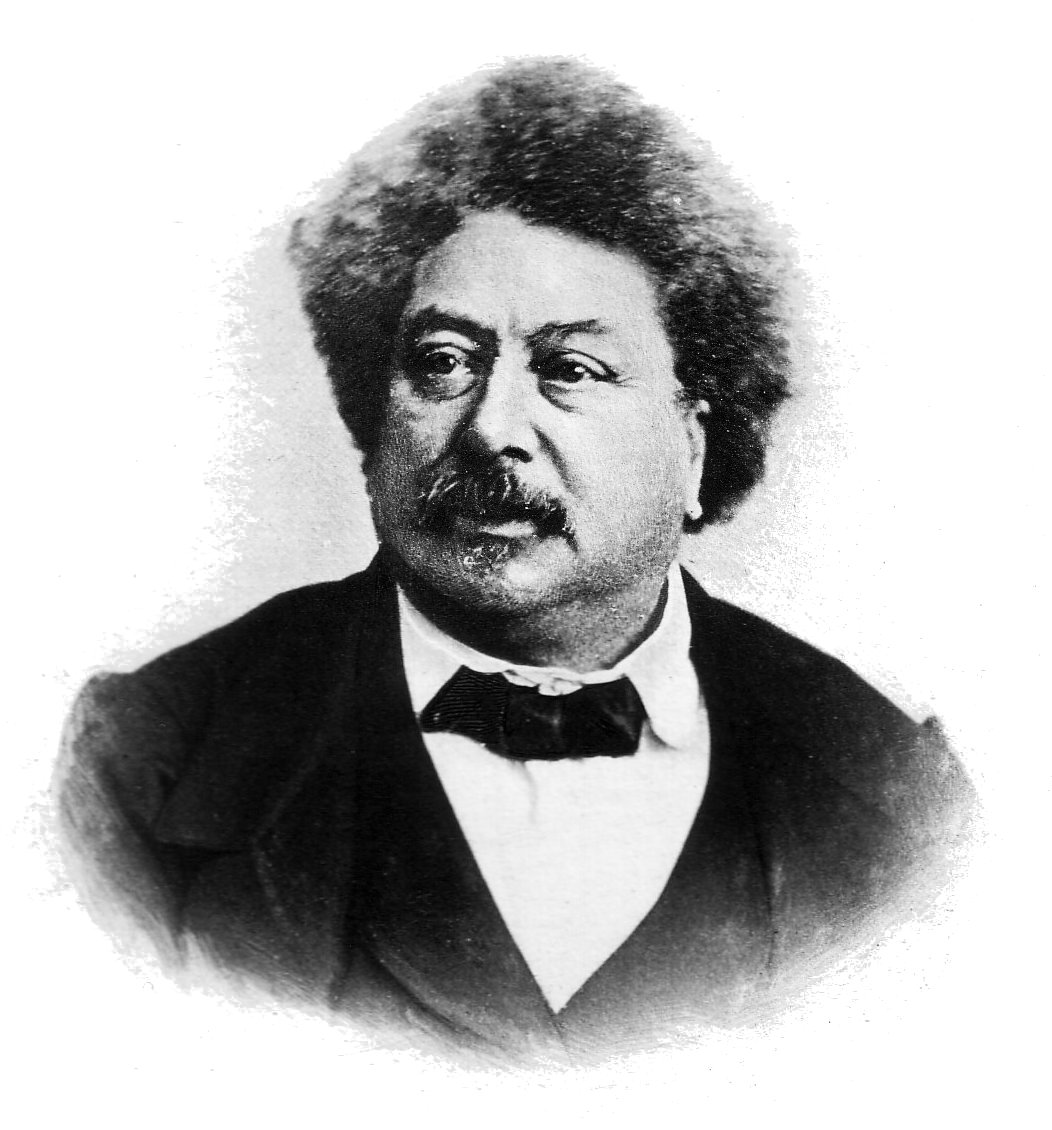
ألكسندر دوما برسم الفنان تشارلز ريوتلينجر
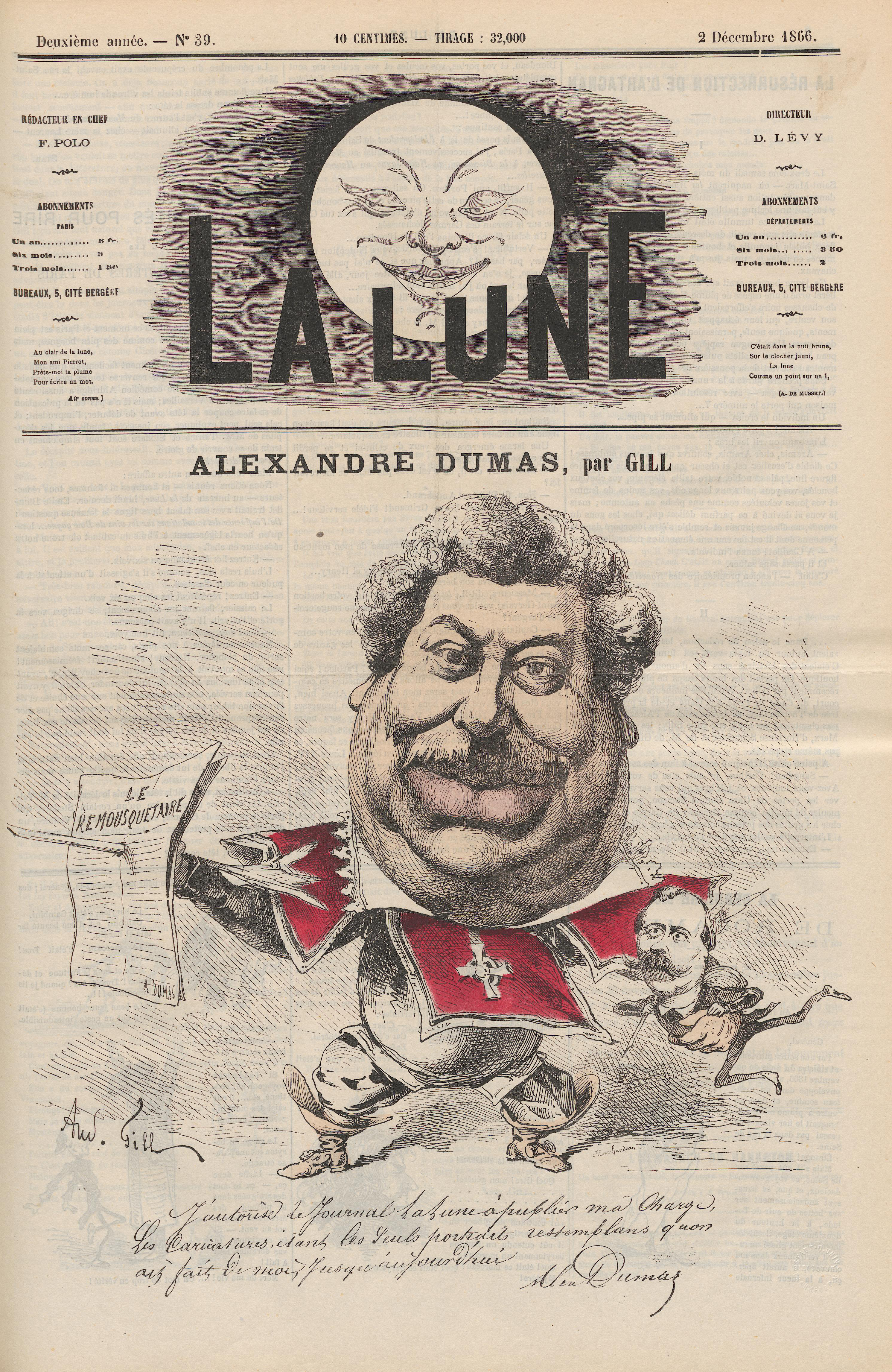
ألكسندر دوما برسم الفنان جيل
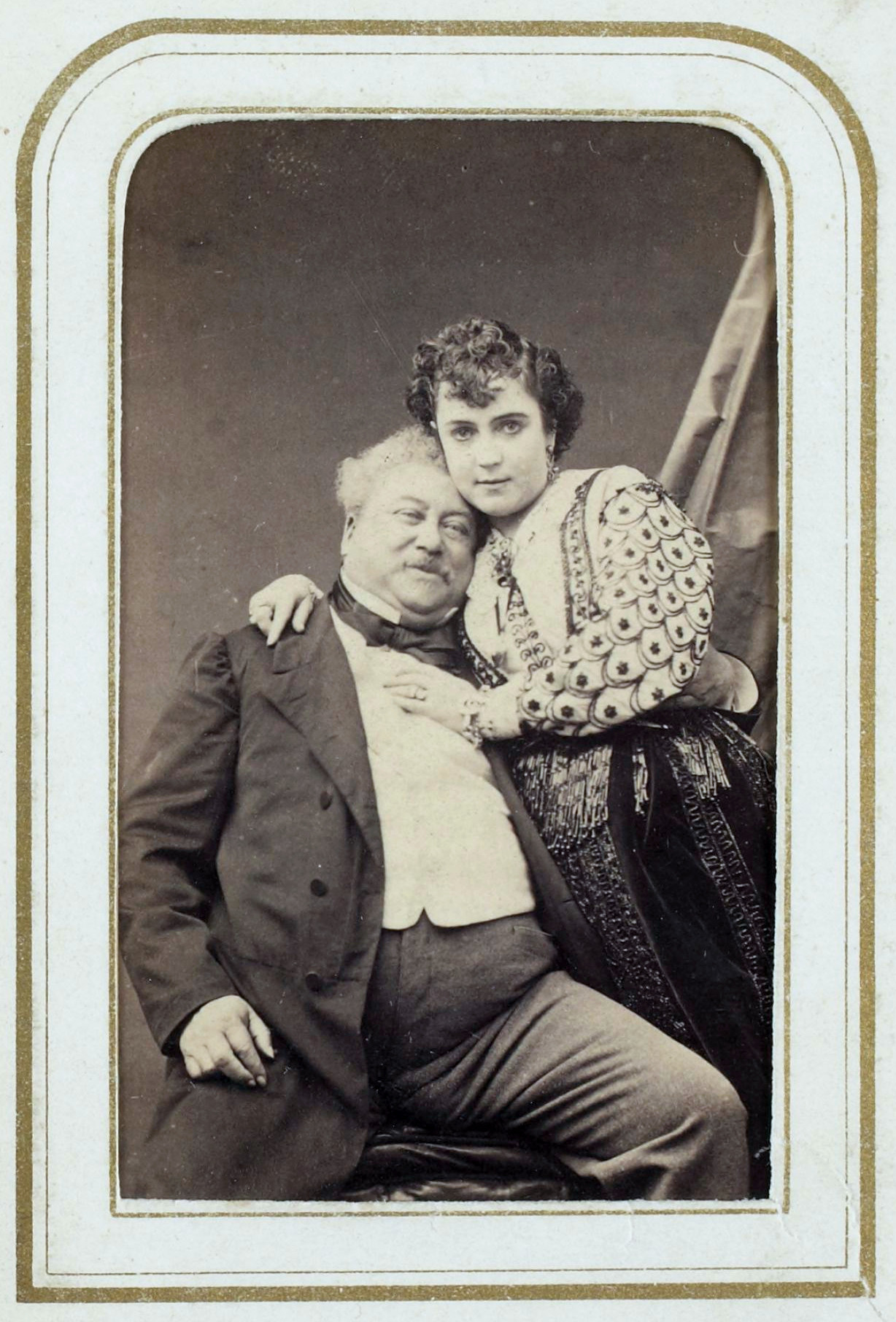
ألكسندر دوما مع أدا إيزاكس منكين سنة 1866

## وصلات خارجية
- ألكسندر دوما على موقع IMDb (الإنجليزية)
- ألكسندر دوما على موقع الموسوعة البريطانية (الإنجليزية)
- ألكسندر دوما على موقع ألو سيني (الفرنسية)
- ألكسندر دوما على موقع ميوزك برينز (الإنجليزية)
- ألكسندر دوما على موقع قاعدة بيانات برودواي على الإنترنت (الإنجليزية)
- ألكسندر دوما على موقع إن إن دي بي (الإنجليزية)
- ألكسندر دوما على موقع أول ميوزيك (الإنجليزية)
- ألكسندر دوما على موقع ديسكوغز (الإنجليزية)
- ألكسندر دوما على موقع قاعدة بيانات الفيلم (الإنجليزية)
- مؤلفات Alexandre Dumas, père في مشروع غوتنبرغ
- أعمال أو نبذة عن ألكسندر دوماس على أرشيف الإنترنت
- أعمال ألكسندر دوماس في ليبري فوكس
- أعمال بواسطة ألكسندر دوماس في المكتبة المفتوحة على أرشيف الإنترنت